# Sione 'Uluvalu Ngu Takeivūlai Tuku'aho
Sione ʻUluvalu Takeivulai Ngu Tukuʻaho (7 de octubre de 1950 - Menlo Park, 5 de julio de 2006) fue un noble tongano, miembro de la familia real, como hijo del príncipe Fatafehi Tu'ipelehake.  

## Biografía

### Familia
Nieto de la reina Carlota Tupou III y sobrino del rey Taufa'ahau Tupou IV, se convirtió en el sexto titular del título Tu'ipelehake (uno de los treinta y tres títulos de la nobleza hereditaria de Tonga) tras la muerte de su padre, el 10 de abril de 1999. Su madre era la princesa Melenaite Tupoumohea.
El 28 de noviembre de 1998 contrajo matrimonio con Kaimana Aleamotuʻa; el matrimonio no tuvo hijos.

### Educación
Estudió en la Universidad de Auckland desde 1970, luego sirvió en las Fuerzas Armadas de Tonga en 1972, con el rango de segundo teniente de infantería, antes de comenzar los estudios en la Academia Militar India en Dehradun. Regresó a Tonga en 1974 y se convirtió en capitán. De 1974 a 1977, recibió entrenamiento militar de las Fuerzas de Defensa de Nueva Zelanda.ˈ

### Carrera
Después de trabajar en la administración civil, en el Ministerio de Tierras y luego en el Ministerio de Trabajo y Comercio, comenzó su carrera política en la década de 2000. Se desempeñó como representante noble por Haʻapai en la Asamblea Legislativa de Tonga. Fue un destacado defensor de la democracia dentro de la familia real. Pelehake Tu ʻ Uluvalu).   

### Muerte
Murió junto a su esposa a los 55 años en un accidente automovilístico producido en Menlo Park, California donde se reunió con ciudadanos tonganos para discutir reformas. Una conductora de 18 años causó el choque cuando su auto golpeó al vehículo en el que viajaba la pareja. Ella no resultó herida, pero fue sentenciada a dos años de prisión con una fianza de $100,000 dólares.

## Trabajo por la democracia
El Príncipe Tu'ipelehake participó activamente en reformas hacia una mayor democracia en el reino. Desde 2005, presidió un comité que se reunía con ciudadanos comunes en Tonga y expatriados para discutir reformas políticas y reunir sus puntos de vista. El comité debía presentar su informe al ryy Taufa'ahau Tupou IV en septiembre de 2006. Habiendo participado en una manifestación de funcionarios en huelga en 2005, así como en negociaciones para satisfacer sus demandas, fue descrito como "el Príncipe del pueblo" y "El vínculo entre los plebeyos y la nobleza". 